# مقاطعة ييد
مقاطعة ييد (بالصومالية: Degmada Yeed)‏ إحدى مقاطعات محافظة بكول جنوب غرب الصومال، عاصمتها ييد.

## روابط خارجية
- مقاطعات الصومال